# Baby Take a Bow
Baby Take a Bow (bra A Queridinha da Família, ou Queridinha da Família) é um filme estadunidense de 1934, do gênero comédia dramático-musical, dirigido por Harry Lachman, com roteiro de Phillip Klein e Edward E. Paramore Jr. baseado na peça teatral Square Crooks, de James P. Judge.

## Elenco
- Shirley Temple - Shirley Ellison
- James Dunn - Eddie Ellison
- Claire Trevor - Kay Ellison
- Alan Dinehart - Welch
- Ray Walker - Larry Scott
- Dorothy Libaire - Jane Scott
- Ralf Harolde - Trigger Stone
- James Flavin - Det. Flannigan
- Richard Tucker - Stuart Carson
- Olive Tell - Sra. Carson